# Johan van Monickhouen
Johan (eller Jean) van Monickhouen, död 1614 i Gdov, Ryssland, var en svensk-flandrisk fortifikationsofficer.
Johan van Monickhouen härstammade från Brabant. Om hans aktiviteter innan han 1608 trädde i svensk tjänst är inget känt. Här sändes han först till Livland men fick därefter återvända till Sverige och deltog i belägringen av Kalmar 1611, och tillhörde då Karl IX:s högkvarter. Johan van Monickhouen lät uppföra en skans i Ljungby för att hindra danskarna att föra in förstärkningar till staden landvägen. I slutet av 1611 sändes han att rekrytera legosoldater i Nederländerna. På grund av dansk blockad brev färden äventyrlig. Efter fullföljt värvning tvingades han landstiga med trupperna i Trondheimsfjorden och därefter landvägen marschera till Stockholm, dit han kom fram i slutet av augusti 1612, lagom för att delta i att avvärja ett danskt angrepp mot Vaxholms fästning.
I samband med förhandlingarna om freden i Knäred samlades en häravdelning i Värnamo där Johan van Monickhouens regemente ingick. De sändes till Björkö söder om Viborg i juli 1613 för att därifrån av Jakob De la Gardie dirigeras till Tichvin. Evert Horn af Kanckas började i oktober 1613 började belägra Gdov och i november 1613 anlände Johan van Monickhouen dit för att med mineringar angripa staden men misslyckades. I början av 1614 beslöt Jakob De la Gardie att göra ett anfall mot Novgorod. Johan van Monickhouen fick i februari befälet över en enhet som skulle angripa en rysk styrka vid Starja Russa. Försök att antända den ryska skansen misslyckades och de följande stormningsförsöken misslyckades de med och kylan gjorde att svenskarna tvingade dra sig tillbaka. I augusti 1614 anlände Johan van Monickhouen trupper till den då pågående förnyade belägringen av Gdov. Två stormningsförsök gjordes mot staden, och under det ena träffades Johan van Monickhouen av en kanonkula och avled.
Johan van Monickhouen erhöll flera förläningar i Uppland. Tillsammans med sin hustru Wendelina von Ülfft fick han en dotter som blev gift med översten och landshövdingen Mikael von Jordan.